# Plagiotriptus discolor
Plagiotriptus discolor is een rechtvleugelig insect uit de familie Thericleidae. De wetenschappelijke naam van deze soort is voor het eerst geldig gepubliceerd in 2011 door Hemp.